# Polyrhachis monista
Polyrhachis monista é uma espécie de formiga do gênero Polyrhachis, pertencente à subfamília Formicinae.